# Коларе
Коларе је насељено место града Јагодине у Поморавском округу. Према попису из 2022. има 396 становника (према попису из 2011. било је 588 становника).
Овде се налазе Црква Светог Саве у Колару, Запис Марковића храст (Коларе) и Запис храст споменик природе (Коларе).

## Историја
До Другог српског устанка Коларе (тада Колари) се налазило у саставу Османског царства. Након Другог српског устанка Коларе улази у састав Кнежевине Србије и административно је припадала Јагодинској нахији и Темнићској кнежини све до 1834. године када је Србија подељена на сердарства.

## Демографија
У насељу Коларе живи 525 пунолетних становника, а просечна старост становништва износи 45,6 година (44,9 код мушкараца и 46,4 код жена). У насељу има 208 домаћинстава, а просечан број чланова по домаћинству је 2,98.
Ово насеље је великим делом насељено Србима (према попису из 2002. године), а у последња три пописа, примећен је пад у броју становника.
|  |

| Демографија | Демографија | Демографија |
| Година      | Становника  | Становника  |
| ----------- | ----------- | ----------- |
| 1948.       | 391         |             |
| 1953.       | 679         |             |
| 1961.       | 705         |             |
| 1971.       | 685         |             |
| 1981.       | 657         |             |
| 1991.       | 629         | 621         |
| 2002.       | 619         | 625         |
| 2011.       | 588         |             |
| 2022.       | 396         |             |

| Етнички састав према попису из 2002.‍ | Етнички састав према попису из 2002.‍ | Етнички састав према попису из 2002.‍ | Етнички састав према попису из 2002.‍ | Етнички састав према попису из 2002.‍ |
| ------------------------------------ | ------------------------------------ | ------------------------------------ | ------------------------------------ | ------------------------------------ |
|                                      |                                      |                                      |                                      |                                      |
| Срби                                 | Срби                                 |                                      | 615                                  | 99,35%                               |
| Југословени                          | Југословени                          |                                      | 2                                    | 0,32%                                |
| Црногорци                            | Црногорци                            |                                      | 1                                    | 0,16%                                |
| непознато                            | непознато                            |                                      | 1                                    | 0,16%                                |

| Коларе у пописима Јагодинске нахије — од 1818. до 1829.                           |       |       |       |       |       |       |          |       |       |       |       |       |
| Година пописа                                                                     | 1818. | 1819. | 1820. | 1821. | 1822. | 1823. | 1824/25. | 1825. | 1826. | 1827. | 1828. | 1829. |
| Куће                                                                              | 26    | 28    | 26    | 26    | 27    | 26    | 26       | 25    | 26    | 26    | 26    | 26    |
| Пореске главе*                                                                    | -     | 32    | 33    | 26    | 31    | 32    | 32       | 31    | 27    | 27    | 29    | 27    |
| Арачке главе**                                                                    | 61    | 70    | 75    | 30    | 70    | 74    | 79       | 80    | 79    | 78    | 78    | 69    |
| *Пореске главе = Ожењени мушкарци \| ** Арачке главе = Мушкарци од 7 до 70 година |       |       |       |       |       |       |          |       |       |       |       |       |

| Година пописа     | 1948. | 1953. | 1961. | 1971. | 1981. | 1991. | 2002. |
| ----------------- | ----- | ----- | ----- | ----- | ----- | ----- | ----- |
| Број домаћинстава | 71    | 128   | 158   | 171   | 176   | 197   | 208   |

| Број чланова      | 1  | 2  | 3  | 4  | 5  | 6 | 7 | 8 | 9 | 10 и више | Просек |
| ----------------- | -- | -- | -- | -- | -- | - | - | - | - | --------- | ------ |
| Број домаћинстава | 37 | 63 | 32 | 41 | 22 | 9 | 2 | 1 | 0 | 1         | 2,98   |

| Пол    | Укупно | Неожењен/Неудата | Ожењен/Удата | Удовац/Удовица | Разведен/Разведена | Непознато |
| ------ | ------ | ---------------- | ------------ | -------------- | ------------------ | --------- |
| Мушки  | 279    | 67               | 181          | 22             | 8                  | 1         |
| Женски | 266    | 33               | 180          | 47             | 2                  | 4         |
| УКУПНО | 545    | 100              | 361          | 69             | 10                 | 5         |

| Пол    | Укупно                    | Пољопривреда, лов и шумарство | Рибарство                            | Вађење руде и камена | Прерађивачка индустрија       |
| ------ | ------------------------- | ----------------------------- | ------------------------------------ | -------------------- | ----------------------------- |
| Мушки  | 132                       | 20                            | 1                                    | 0                    | 85                            |
| Женски | 88                        | 37                            | 0                                    | 0                    | 21                            |
| УКУПНО | 220                       | 57                            | 1                                    | 0                    | 106                           |
| Пол    | Производња и снабдевање   | Грађевинарство                | Трговина                             | Хотели и ресторани   | Саобраћај, складиштење и везе |
| Мушки  | 2                         | 4                             | 6                                    | 0                    | 7                             |
| Женски | 0                         | 1                             | 8                                    | 0                    | 0                             |
| УКУПНО | 2                         | 5                             | 14                                   | 0                    | 7                             |
| Пол    | Финансијско посредовање   | Некретнине                    | Државна управа и одбрана             | Образовање           | Здравствени и социјални рад   |
| Мушки  | 0                         | 1                             | 1                                    | 2                    | 2                             |
| Женски | 0                         | 1                             | 0                                    | 11                   | 8                             |
| УКУПНО | 0                         | 2                             | 1                                    | 13                   | 10                            |
| Пол    | Остале услужне активности | Приватна домаћинства          | Екстериторијалне организације и тела | Непознато            | Непознато                     |
| Мушки  | 1                         | 0                             | 0                                    | 0                    | 0                             |
| Женски | 1                         | 0                             | 0                                    | 0                    | 0                             |
| УКУПНО | 2                         | 0                             | 0                                    | 0                    | 0                             |